# レキシチ
『レキシチ』は、レキシの通算7枚目のスタジオ・アルバム。2022年4月20日に伽羅古録盤(Victor Entertainment)よりリリースされた。

## 概要について
前作からおよそ3年6ヶ月ぶりとなるアルバム。
前作までに全てのアルバムに参加してきた足軽先生、シャカッチは今作では不参加。

### 仕様について
通常販売による「初回限定盤CD+DVD」「通常盤CD+DVD」「通常盤CDのみ」、ファンクラブ限定販売による「秀吉風金文字手書きジャケット付きFC限定盤」の4形態で発売。

## 楽曲について
- たぶんMaybe明治 feat. あ、たぎれんたろう
レキシネーム「あ、たぎれんたろう」ことatagi（Awesome City Club）が参加[1]。2022年4月20日ミュージックビデオが公開された。MV[2]にはお笑いトリオジェラードンのオレキシ（かみちぃ）、角刈り幕府（アタック西本）が出演[3]。
- マイ草履 feat. にゃん北朝時代
レキシネーム「にゃん北朝時代」ことカネコアヤノが参加[1]。2022年3月2日に先行配信シングル並びにミュージックビデオが公開された。監督は遠藤主任、三石直和。MVには祐実の宮さま（安達祐実）が出演[4]。
- 鬼の副長HIZIKATA feat. ぼく、獄門くん
レキシネーム「ぼく、獄門くん」こと打首獄門同好会（大澤局長副長会長（大澤敦史）、あす香大仏（河本あす香）、花の都junko（Junko））が参加[1]。

## 収録曲について

### CD
| 全作詞・作曲: 池田貴史。 |                                              |           |            |                              |      |
| #                        | タイトル                                     | 作詞      | 作曲・編曲 | 編曲                         | 時間 |
| 1.                       | 「ギガアイシテル」                           | 池田貴史  | 池田貴史   | 池田貴史・山口寛雄           | 4:02 |
| 2.                       | 「たぶんMaybe明治 feat. あ、たぎれんたろう」 | 池田貴史  | 池田貴史   | 池田貴史・ホーン編曲: 武嶋聡 | 3:31 |
| 3.                       | 「だって伊達」                               | 池田貴史  | 池田貴史   | 池田貴史                     | 3:57 |
| 4.                       | 「つれづれ」                                 | 池田貴史  | 池田貴史   | 池田貴史・ホーン編曲: 武嶋聡 | 3:52 |
| 5.                       | 「縄文ロンリーナイト」                       | 池田貴史  | 池田貴史   | 池田貴史・ホーン編曲: 武嶋聡 | 4:10 |
| 6.                       | 「マイ草履 feat. にゃん北朝時代」            | 池田貴史  | 池田貴史   | 池田貴史・Strings: 徳澤青弦  | 4:36 |
| 7.                       | 「いきなり将軍」                             | 池田貴史  | 池田貴史   | 池田貴史                     | 3:13 |
| 8.                       | 「Let’s FUJIWARA」                           | 池田貴史  | 池田貴史   | 池田貴史・武嶋聡             | 3:51 |
| 9.                       | 「鬼の副長HIZIKATA feat. ぼく、獄門くん」    | 池田貴史  | 池田貴史   | 大澤敦史                     | 3:35 |
| 10.                      | 「フェリーチェ・ベアト」                     | 池田貴史  | 池田貴史   | 池田貴史                     | 3:41 |
| 合計時間:                | 合計時間:                                    | 合計時間: | 38:28      |                              |      |

### DVD
| #  | タイトル                                                                                                | 作詞 | 作曲・編曲 |
| -- | --- | ---- | ---------- |
| 1. | 「バラエティー番組風ドキュメンタリー」(「ザ･レキフィクション～こじらせアフロのレコーディング奮闘記～」) |      |            |

## 参加ミュージシャン
- ラップ：MC旧石器（minan：lyrical school）#1
- ボーカル、コーラス：あ、たぎれんたろう（atagi：Awesome City Club）#2
- ボーカル、コーラス：にゃん北朝時代（カネコアヤノ）#6
- ボーカル、ギター、コーラス：大澤局長副長会長（大澤敦史：打首獄門同好会）#9
- ドラムス、ボーカル、コーラス：あす香大仏（河本あす香：打首獄門同好会）#9
- ベース、ボーカル、コーラス：花の都junko（Junko：打首獄門同好会）#9
- ギター：DA小町（町田昌弘）#1,#5,#6
- ギター、パーカッション：加藤えろ正（カトウタロウ）#2,#3,#4,#5,#6,#7,#8,#10
- ベース、プログラミング：ヒロ出島（山口寛雄）#1,#2,#3,#4,#5,#6,#8,#10
- ドラミング：蹴鞠Chang（玉田豊夢）#1,#2,#3,#4,#5,#6,#8,#10
- トランペット：元妹子（村上基）#1,#2,#4
- トランペット：はじめ人間ちょっちゅね（具志堅創）#2,#4,#5
- トロンボーン：滝のもとの人麻呂（瀧本尚史）#1
- トロンボーン：石垣太郎（大田垣"OTG"正信）#2,#4,#5
- テナーサックス、フルート：TAKE島流し（武嶋聡）#1,#2,#4,#5
- ピアノ：大岡越前クラゲ（皆川真人）#3
- パーカッション：となりのトロ遺跡（朝倉真司）#5,#7
- ストリングス：徳川青弦ストリングス（徳澤青弦ストリングス）#6
バイオリン：藤堂昌彦（1st）徳永友美（1st）石亀協子（2nd）白澤美佳（2nd）
ビオラ：生野正樹、三品芽生
チェロ：徳澤青弦、稲本有彩

## 制作スタッフ
- 録音、ミキシング：ポテチ光秀（中村督）
- 録音スタジオ：スタジオ光秀（POTATO STUDIO）、フリーダムスタジオ・インフィニティ、ビクタースタジオ、スタジオ メック
- スタジオコーディネーション：ヒロブミックス（伊藤彰／スタジオ メック）
- マスタリング：翔べ！平賀源内（山崎翼／Flugel Mastering）

- マネージメント：ハニワ💀ハニー（黒崎佐和子／株式会社ラフィン）
- ディレクター：菊一文字タケシ（菊池毅／ビクター）
- A&R：メガネ貴族（小柳貴裕／ビクター）
- マネージメントスタッフ（ラフィン）：ナマハ源内（n uma）、酒池童子（小池由紀）、萌蘭丸（薄井翔萌）

- アートディレクション：土器メン（箭内道彦／風とロック）
- デザイン：村橋ぶ（村橋満）
- フォトグラフィー：浅川内匠頭（浅川英郎）
- コスチューム：松竹衣装
- かつら：チョンマゲマスター（濱中尋吉／山田かつら）
- メイク：小臣秀吉（KOTOMI）
- デザインコーディネーション：山口さんちの土一揆（山口健司／ビクター）

- エグゼクティブ・プロデューサー：バンブー玉三郎（竹腰義之／ビクター）、ハニワ💀ハニー
- DVD監督・編集・プロデューサー：（無礼者改メ）レジェンド主任（遠藤主任）